# Han Suí
Han Suí(? - 215) nome de cortesia Wenyue, foi um general militar e senhor da guerra que viveu durante o final da dinastia Han Oriental da China. Durante a maior parte de sua vida, ele atuou na província de Liang (涼州; partes das atuais Shaanxi e Gansu) e esteve envolvido em várias rebeliões contra o governo Han e o senhor da guerra Cao Cao. 
Morreu no ano de 215 por causa de uma doença respiratória.